# Thecla drucei
Thecla drucei är en fjärilsart som beskrevs av Percy I. Lathy 1926. Thecla drucei ingår i släktet Thecla och familjen juvelvingar. Inga underarter finns listade i Catalogue of Life.